# Imparitätsprinzip
Das Imparitätsprinzip ist im Bilanzrecht ein Grundsatz, wonach negative Erfolgsbestandteile im Jahresabschluss stets zu erfassen sind, positive Erfolgsbestandteile dagegen erst, wenn sie realisiert wurden.

## Allgemeines
Diese ungleiche Behandlung von Erträgen/Gewinnen und Aufwendungen/Verlusten hat die Bezeichnung Imparitätsprinzip entstehen lassen (lateinisch impar, „ungleich“). Beim Imparitätsprinzip wird streng unterschieden zwischen realisierten (also durch Kauf oder Verkauf eingetretenen) Erfolgsbestandteilen und nicht realisierten (also potenziellen). Ist ein Ertrag bloß zu erwarten, gilt er als nicht realisiert, ist er dagegen vereinnahmt, gilt er als realisiert. Droht ein Verlust, ist er noch nicht realisiert, ist er aber eingetreten, gilt er als realisiert. Nur der realisierte Ertrag darf bilanziert werden, während sowohl der realisierte als auch der nicht realisierte Verlust bilanziert werden muss.
Um dem für die Bilanzierung nach deutschem Handelsgesetzbuch (HGB) maßgeblichen Gläubigerschutzgedanken gerecht zu werden, sollen Verluste antizipiert werden, sie sollen also so früh wie möglich als Aufwand den Gewinn des Unternehmens mindern, um zu hohe Gewinnausschüttungen zu vermeiden. Es soll sichergestellt werden, dass genug finanzielle Mittel im Unternehmen verbleiben, so dass die absehbaren Verluste verkraftet werden können. Durch das Nebeneinander von Realisationsprinzip und Imparitätsprinzip kommt es zu einer gewollten Ungleichbehandlung von Gewinnen und Verlusten.

## Rechtsfragen
Die am Bilanzstichtag nicht realisierten Gewinne dürfen nach dem Imparitätsprinzip nicht berücksichtigt werden (§ 252 Abs. 1 Nr. 4 HGB), nicht realisierte Verluste dagegen sind zu berücksichtigen. Die Realisierung eines Gewinns ist bei gegenseitigen Verträgen für den Jahresabschluss bereits erreicht, wenn der Anspruch auf die Gegenleistung entstanden ist, spätestens jedoch, wenn die geschuldete Leistung erbracht wurde. Konkretisiert wird das Imparitätsprinzip durch verschiedene ergänzende Vorschriften, wie zum Beispiel durch das Niederstwertprinzip in § 253 Abs. 1 und 3 HGB und durch Teile der Vorschriften zur Bildung von Rückstellungen in § 249 HGB.
Imparitäts- und Realisationsprinzip sind dem IFRS/IAS unbekannt. Walther Busse von Colbe sieht in beiden Prinzipien eine Verletzung des IFRS-Grundsatzes der Entscheidungsrelevanz (englisch relevance). Die IFRS/IAS-Bilanz sieht im Rahmen ihrer Informationszwecksetzung generell keine unterschiedliche Behandlung von vorhersehbaren Gewinnen und Verlusten vor; von Bedeutung ist vielmehr, dass alle hinreichend konkretisierten Gewinne und Verluste Eingang in die Rechnungslegung finden. Allerdings kennen die IFRS einige Fälle, bei denen Gewinne und Verluste imparitätisch behandelt werden wie beim Vorratsvermögen (IAS 2.9), Wertminderungsvorschriften für Anlagevermögen (IAS 36.9) oder die Berücksichtigung von Unsicherheiten und Risiken bei Drohverlustrückstellungen (IAS 37.42).
Beispiele
- Am 1. Januar 2008 kauft ein Unternehmen Aktien zum Börsenkurs von 100 € (Anschaffungskosten). Diese werden – da sie mit Spekulationsabsicht erworben wurden – im Umlaufvermögen aktiviert. Am 31. Dezember 2008 (Bilanzstichtag) beträgt der Kurswert 120 €. Das Realisationsprinzip verbietet eine Bewertung zum – die ursprünglichen Anschaffungskosten übersteigenden – Marktwert. Am 31. Dezember 2009 beträgt der Kurswert dann aber nur noch 80 €. Wegen des Imparitätsprinzips (und weil sich die Aktien im Umlaufvermögen befinden – strenges Niederstwertprinzip) muss zwingend auf 80 € abgewertet werden. Wertpapiere des Anlagevermögens müssen dagegen nur bei dauerhafter Wertminderung außerplanmäßig abgeschrieben werden (daher der Hinweis zur Spekulationsabsicht des Unternehmens).
- Am 1. Dezember 2008 schließt ein Unternehmen einen Vertrag über die Lieferung (im Januar 2009) eines Gegenstandes (auf Lager, Buchwert: 100 €) ab, der vereinbarte Kaufpreis beträgt 200 €. Auch wenn der Kunde einen rechtlich bindenden Kaufvertrag abgeschlossen hat, darf das Unternehmen den Gewinn zum 31. Dezember 2008 noch nicht verbuchen. Wenn dagegen das Unternehmen den Gegenstand erst noch beschaffen muss und ein unerwarteter Preisanstieg die Anschaffungskosten für das Unternehmen auf 250 € treibt, so ist der zu erwartende Verlust in Höhe von 50 € bereits vor Lieferung in der Bilanz zum 31. Dezember 2008 auszuweisen.

## Wirtschaftliche Aspekte
Das Imparitätsprinzip entspricht dem Grundsatz der kaufmännischen Vorsicht und dient dem Gläubigerschutz, weil nicht realisierte Gewinne ignoriert werden, aber nicht eingetretene Verluste zu berücksichtigen sind. Dadurch wird tendenziell die Ertragslage ungünstiger dargestellt. Bei Anwendung des Imparitätsprinzips werden die Aktiva tendenziell unterbewertet, die Passiva hingegen überbewertet. Das Imparitätsprinzip bewirkt, dass in der Bilanz stille Reserven gebildet oder aufgelöst werden.
Mit der Beachtung des Imparitätsprinzips wird auch das Realisationsprinzip eingehalten. Das Realisationsprinzip betrifft ausschließlich die vereinnahmten Gewinne und eingetretenen Verluste, während es potenzielle Verluste – deren Behandlung im Imparitätsprinzip berücksichtigt ist – und erwartete Gewinne nicht erfasst. Durch das Realisations- und Imparitätsprinzip wird das Vermögensprinzip konkretisiert, das der Ermittlung einer objektivierten Gewinngröße durch Vermögensvergleich dient. Über das Maßgeblichkeitsprinzip findet das Imparitätsprinzip Eingang in die Steuerbilanz.

## International
Österreich
Die einschlägigen österreichischen Bestimmungen des UGB entsprechen jenen des deutschen HGB.
Schweiz
Das Schweizer Vorsichtsprinzip gehört zu den in Art. 958c OR als maßgeblich erklärten „Grundsätzen ordnungsmäßiger Rechnungslegung“ und wird in Art. 960 Abs. 2 OR ausdrücklich genannt. Konkretisiert und erweitert wird das Vorsichtsprinzip durch das Niederstwertprinzip, das Realisationsprinzip und das Imparitätsprinzip (vgl. dazu Art. 960a OR).
US-GAAP
Auch die US-GAAP sehen trotz der fehlenden Kodifizierung als Rechnungslegungsgrundsatz in vielen Fällen eine imparitätische Erfolgsabgrenzung zwingend vor.